# Le Donjon
Donjon – miejscowość i gmina we Francji, w regionie Owernia-Rodan-Alpy, w departamencie Allier.

## Demografia
Według danych na rok 1990 gminę zamieszkiwało 1258 osób, a gęstość zaludnienia wynosiła 34 osoby/km². W styczniu 2015 r. Donjon zamieszkiwało 1108 osób, przy gęstości zaludnienia wynoszącej 29,9 osób/km².